# Mohamed Touré (calciatore 2004)
Mohamed Touré (Conakry, 26 marzo 2004) è un calciatore australiano, attaccante del Randers.

## Biografia
È nato in un campo profughi a Conakry da genitori liberiani appartenenti al gruppo etnico dei mandingo, espatriati in seguito allo scoppio della prima guerra civile liberiana. Giunti in Guinea nel 1990, poco dopo la nascita di Mohamed si sono trasferiti in Australia.

## Carriera

### Club
Ha iniziato a giocare a calcio in Australia con la maglia dell'Adelaide Utd, dove ha debuttato l'8 febbraio 2020 nell'incontro di A-League Men perso 2-1 contro il Brisbane Roar. Il 13 febbraio ha firmato il suo primo contratto professionistico ed il giorno dopo ha segnato il suo primo gol contro il C.C. Mariners diventando, all'età di 15 anni e 324 giorni, il più giovane marcatore nella storia del campionato australiano. Il 7 ottobre seguente è stato inserito dal quotidiano britannico The Guardian nella lista dei migliori calciatori nati nel 2004.
Il 10 giugno 2022 è stato acquistato dallo Stade Reims che lo ha assegnato alla propria squadra B. In seguito alle ottime prestazioni è stato promosso in prima squadra ed il 6 maggio 2023 ha debuttato in Ligue 1 nell'incontro vinto 1-0 contro il Lilla. Il 3 agosto 2023 è stato ceduto in prestito al Paris FC ma ha giocato con poca costanza accumulando 11 presenze con solo una rete segnata.
Il 17 luglio 2024 è stato ceduto a titolo definitivo al Randers, club della prima divisione danese.

### Nazionale
Ha giocato con la nazionale australiana Under-23.
Il 13 ottobre 2023 ha debuttato con la nazionale maggiore australiana in un'amichevole persa 1-0 contro l'Inghilterra.

## Statistiche

### Presenze e reti nei club
Statistiche aggiornate al 2 aprile 2025.
| Stagione            | Squadra             | Campionato          | Campionato | Campionato | Coppe nazionali | Coppe nazionali | Coppe nazionali | Coppe continentali | Coppe continentali | Coppe continentali | Altre coppe | Altre coppe | Altre coppe | Totale | Totale | Totale |
| Stagione            | Squadra             | Comp                | Pres       | Reti       | Comp            | Pres            | Reti            | Comp               | Pres               | Reti               | Comp        | Pres        | Reti        | Pres   | Reti   |        |
| ------------------- | ------------------- | ------------------- | ---------- | ---------- | --------------- | --------------- | --------------- | ------------------ | ------------------ | ------------------ | ----------- | ----------- | ----------- | ------ | ------ | ------ |
| feb.-giu. 2020      | Adelaide Utd        | AL                  | 9          | 1          | CA              | 0               | 0               | -                  | -                  | -                  | -           | -           | -           | 9      | 1      |        |
| 2020-2021           | Adelaide Utd        | AL                  | 15         | 3          | -               | -               | -               | -                  | -                  | -                  | -           | -           | -           | 15     | 3      |        |
| 2021-2022           | Adelaide Utd        | AL                  | 18         | 3          | CA              | 2               | 0               | -                  | -                  | -                  | -           | -           | -           | 20     | 3      |        |
| Totale Adelaide Utd | Totale Adelaide Utd | Totale Adelaide Utd | 42         | 7          |                 | 2               | 0               |                    | -                  | -                  |             | -           | -           | 44     | 7      |        |
| 2022-2023           | Stade Reims 2       | N2                  | 15         | 8          | -               | -               | -               | -                  | -                  | -                  | -           | -           | -           | 15     | 8      |        |
| 2022-2023           | Stade Reims         | L1                  | 3          | 0          | CF              | 0               | 0               | -                  | -                  | -                  | -           | -           | -           | 3      | 0      |        |
| 2023-2024           | Paris FC            | L2                  | 10         | 1          | CF              | 1               | 0               | -                  | -                  | -                  | -           | -           | -           | 11     | 1      |        |
| 2024-2025           | Randers             | SL                  | 22         | 6          | CD              | 1               | 1               | -                  | -                  | -                  | -           | -           | -           | 23     | 7      |        |
| Totale carriera     | Totale carriera     | Totale carriera     | 96         | 23         |                 | 4               | 1               |                    | -                  | -                  |             | -           | -           | 100    | 24     |        |

### Cronologia presenze e reti in nazionale
| Cronologia completa delle presenze e delle reti in nazionale ― Australia | Cronologia completa delle presenze e delle reti in nazionale ― Australia | Cronologia completa delle presenze e delle reti in nazionale ― Australia | Cronologia completa delle presenze e delle reti in nazionale ― Australia | Cronologia completa delle presenze e delle reti in nazionale ― Australia | Cronologia completa delle presenze e delle reti in nazionale ― Australia | Cronologia completa delle presenze e delle reti in nazionale ― Australia | Cronologia completa delle presenze e delle reti in nazionale ― Australia |
| Data                                                                     | Città                                                                    | In casa                                                                  | Risultato                                                                | Ospiti                                                                   | Competizione                                                             | Reti                                                                     | Note                                                                     |
| ------------------------------------------------------------------------ | ------------------------------------------------------------------------ | ------------------------------------------------------------------------ | ------------------------------------------------------------------------ | ------------------------------------------------------------------------ | ------------------------------------------------------------------------ | ------------------------------------------------------------------------ | ------------------------------------------------------------------------ |
| 13-10-2023                                                               | Londra                                                                   | Inghilterra                                                              | 1 – 0                                                                    | Australia                                                                | Amichevole                                                               | -                                                                        | 90’                                                                      |
| 10-6-2025                                                                | Gedda                                                                    | Arabia Saudita                                                           | 1 – 2                                                                    | Australia                                                                | Qual. Mondiali 2026                                                      | -                                                                        | 65’                                                                      |
| Totale                                                                   |                                                                          | Presenze                                                                 | 2                                                                        |                                                                          | Reti                                                                     | 0                                                                        |                                                                          |

### Record
- Calciatore più giovane ad aver segnato in A-League Men (15 anni e 324 giorni).[4]